# Praktspett
Praktspett (Campephilus splendens) är en fågel i familjen hackspettar inom ordningen hackspettartade fåglar.

## Utbredning och systematik
Arten förekommer från Panama till västra Ecuador. Den kategoriserades tidigare vanligen som underart till karmosinspett (Campephilus haematogaster) men urskiljs allt oftare som egen art.

## Status
Den kategoriseras av IUCN som livskraftig.